# Plínio Marcos
Plínio Marcos de Barros (Santos, 29 de setembro de 1935 – São Paulo, 19 de novembro de 1999) foi um escritor, autor, ator, diretor de teatro e jornalista brasileiro. Escreveu inúmeras peças de teatro, especialmente durante o regime militar.
Foi casado por 25 anos com a jornalista Vera Artaxo, falecida em julho de 2010, e, anteriormente, com a atriz Walderez de Barros, com quem teve três filhos, entre os quais, o também dramaturgo Leo Lama.

## Biografia
De família modesta, Plínio Marcos não gostava de estudar, o que o fez concluir apenas o ensino primário. Foi funileiro, quis ser jogador de futebol, serviu na Aeronáutica e chegou a jogar na Portuguesa Santista, mas foram as incursões ao mundo do circo, desde os 17 anos, que definiram seus caminhos. Atuou em rádio e também na televisão, em Santos.
Em 1958, por influência da escritora e jornalista Pagu, envolve-se com teatro amador, em Santos. Nesse mesmo ano, impressionado pelo caso verídico de um jovem currado na cadeia, escreveu Barrela, sua primeira peça teatral, que pela sua linguagem crua permaneceu proibida durante 21 anos após a primeira apresentação. A peça seria adaptada ao cinema em 1990 pelo diretor Marco Antônio Cury, sob o título Barrela - Escola de Crimes.
Em 1960, com 25 anos, foi para São Paulo, onde trabalhou como camelô, ator de teatro e de TV, aparecendo no seriado O Falcão Negro (da TV Tupi de São Paulo), administrador e "faz-tudo" em grupos, como o Arena, a companhia de Cacilda Becker e o teatro de Nydia Lícia. A partir de 1963 produziu textos para o TV de Vanguarda, um programa da TV Tupi, onde também atuou como técnico. No ano do golpe militar fez o roteiro do espetáculo Nossa gente, nossa música. Em 1965 conseguiu encenar Reportagem de um tempo mau, colagem de textos de vários autores, e que ficou apenas um dia em cartaz.
Em 1968 participou como ator da telenovela Beto Rockfeller, vivendo o cômico motorista Vitório. O personagem foi repetido no cinema e também na telenovela de 1973, A volta de Beto Rockfeller, com menor sucesso. Ainda no cinema, durante o movimento do cinema marginal, o diretor Braz Chediak adaptou duas de suas peças, A Navalha na Carne (1969) e Dois Perdidos numa Noite Suja (1970), ambas com o ator Emiliano Queiroz. Navalha na Carne seria readaptada ao cinema em 1997, sob direção de Neville D'Almeida, e 2 Perdidos numa Noite Suja refilmado, em 2002, por José Joffily.
Nos anos 1970, Plínio Marcos voltou a investir no teatro, chegado ele mesmo a vender os ingressos na entrada das casas de espetáculo. Ao fim da peça, como a de "Jesus-Homem", ele subia ao palco e conversava com a plateia. Autor de intensa produção escrita para jornais, definia-se como "repórter de um tempo mau", registrando ou criando histórias sobre a parcela marginalizada da sociedade brasileira. Em 1973, lança o livro Histórias das quebradas do mundaréu, compilação de 43 textos originalmente publicados pela imprensa. A obra serviria como inspiração para o roteiro de Barra Pesada, filme de 1977 dirigido por Reginaldo Faria.
Na década de 1980, apesar da censura, Plínio Marcos viveu sem fazer concessões, sendo intensamente produtivo e norteado pela cultura popular. Escreveu nos jornais Última Hora, Diário da Noite, Guaru News, Folha de S.Paulo, Folha da Tarde, Diário do Povo (Campinas), e também na revista Veja, além de colaborar com diversas publicações, como Opinião, O Pasquim, Versus, Placar.
Após a censura, Plínio continuou a escrever romances e peças de teatro, tanto adultas como infantis. Tornou-se palestrante, chegando a fazer 150 palestras-shows por ano, vestido de preto, portando um cetro (bastão encimado por uma cruz) e com aura mística de leitor de tarô. Também desta forma apresentava-se como comentarista do "Segunda Edição", quadro de cultura do Jornal da Manchete, na Rede Manchete.
Plínio Marcos foi traduzido, publicado e encenado em francês, espanhol, inglês e alemão, além de ser estudado em teses de sociolinguística, semiologia, psicologia da religião, dramaturgia e filosofia, em universidades do Brasil e do exterior. Recebeu os principais prêmios nacionais em todas as atividades que abraçou em teatro, cinema, televisão e literatura, como ator, diretor, escritor e dramaturgo.

## Morte
Marcos era portador de diabetes. Sua saúde entrou em declínio a partir de agosto de 1999, quando sofreu um derrame cerebral que deixou sequelas como a paralisação de seu lado esquerdo, incapacitando sua respiração sem o auxílio de aparelhos. Após sofrer um segundo derrame, no fim de outubro, foi internado no Instituto do Coração, em São Paulo, com infecção pulmonar. Faleceu em 19 de novembro de 1999, aos 64 anos de idade. Seu corpo foi cremado no Crematório da Vila Alpina e as cinzas jogadas no mar na Ponta da Praia, em Santos.

## Homenagem
Em 2008, a Escola de Samba X-9 de Santos apresentou o enredo "Plínio Marcos - Nas Quebradas do Mundaréu", em homenagem ao artista que foi grande incentivador do samba em Santos e São Paulo. Com esse desfile, sagrou-se campeã do carnaval santista. A família do artista participou do desfile.

## Obra teatral

### Teatro adulto
- Barrela, 1958
- Os fantoches, 1960
- Jornada de um imbecil até o entendimento (1ª versão)
- Enquanto os navios atracam, 1963
- Quando as máquinas param (1ª versão)
- Chapéu sobre paralelepípedo para alguém chutar (2ª versão de Os fantoches)
- Reportagem de um tempo mau, 1965
- Dois perdidos numa noite suja, 1966
- Dia virá (1ª versão de Jesus-homem), 1967
- Navalha na carne, 1967
- Quando as máquinas param (2ª versão de Enquanto os navios atracam), 1963
- Homens de papel, 1968
- Jornada de um imbecil até o entendimento (3ª versão de Os fantoches)
- Abajur Lilás, 1969
- Oração de um pé-de-chinelo, 1969
- Balbina de Iansã (musical), 1970
- Feira livre (opereta), 1976
- Noel Rosa, o poeta da Vila e seus amores (musical), 1977
- Jesus-homem, 1978 (2ª versão de Dia virá, 1967)
- Sob o signo da discoteque, 1979
- Querô, uma reportagem maldita (adaptação para teatro do romance do mesmo título, escrito em 1976), 1979
- Madame Blavatski, 1985
- Balada de um palhaço, 1986
- A mancha roxa, 1988
- A dança final, 1993
- O assassinato do anão do caralho grande (adaptação para teatro da novela do mesmo título), 1995
- O homem do caminho (monólogo adaptado de um conto do mesmo título, originalmente intitulado Sempre em Frente), 1996
- O bote da loba, 1997
- Chico Viola(inacabada), 1997

### Teatro infantil
- As aventuras do coelho Gabriel, 1965
- O coelho e a onça (história dos bichos brasileiros), 1998
- Assembléia dos ratos, 1989
- Seja você mesmo (inacabada)

## Livros
- Navalha na carne (teatro), 1968
- Quando as máquinas param (teatro), 1971
- Histórias das quebradas do mundaréu (contos), 1973
- Barrela (teatro) (1976)
- Uma Reportagem Maldita - Querô (romance), 1976
- Inútil canto e inútil pranto pelos anjos caídos (contos), 1977
- Na Barra do Catimbó, 1978
- Dois perdidos numa noite suja (teatro), 1978
- Oração para um pé-de-chinelo (teatro), s/data
- Jesus-homem (teatro), 1981
- Prisioneiro de uma canção (contos autobiográficos), 1982
- Novas histórias da Barra do Catimbó (contos), s/d
- Madame Blavatski (teatro), 1985
- A figurinha e os soldados da minha rua - histórias populares (relatos autobiográficos), 1986
- Canções e reflexões de um palhaço (textos curtos), 1987
- A mancha roxa (teatro), 1988
- Teatro maldito teatro (contém as peças Barrela, Dois Perdidos Numa Noite Suja e O Abajur Lilás), 1992
- A dança final (teatro), 1994
- Ns triha dos saltimbancos (conto), data imprecisa
- O assassinato do anão do caralho grande (noveleta policial e peça teatral), 1996
- Figurinha difícil - Pornografando e subvertendo (relatos autobiográficos), 1996
- O truque dos espelhos (contos autobiográficos), 1999
- Coleção melhor teatro (com as peças Barrela, Dois perdidos numa noite suja, Navalha na carne, Abajur lilás, Querô), 2003

## Obras publicadas no exterior
- Kéro, un reportage maudit, traduzido por M. Kerhoas e P. Anacaona, collection Urbana, Editions Anacaona, Paris, 2015. ISBN: 978-2-918799-78-8